# Шувалова, Александра Илларионовна
Графиня Алекса́ндра Илларио́новна Шува́лова (урождённая графиня Воронцова-Дашкова; 25 августа (6 сентября) 1869, Гомель Могилёвская губерния — 11 июля 1959, Ванв) — благотворительница, общественный деятель и деятель Красного Креста. Кавалер Георгиевской медали четырёх степеней.

## Биография
Александра Илларионовна (Сандра) была старшей дочерью и вторым ребёнком в многодетной семье наместника на Кавказе графа Иллариона Ивановича Воронцова-Дашкова и Елизаветы Андреевны, урождённой графини Шуваловой.
Детские годы Александры Илларионовны прошли в семейном имении Ново-Томниково Щацкого уезда, где дети купались, занимались верховой ездой и увлекались охотой. Благодаря близости родителей к императору Александру III, все молодые Воронцовы-Дашковы заняли достойное место при дворе и оказались в числе друзей великого князя Николая Александровича, образовав тесный кружок сверстников, связанных светскими забавами. Позднее Александра Илларионовна была определена фрейлиной к императрице Марии Федоровне.
Женихом Александры Илларионовны стал представитель старшей линии рода Шуваловых граф Павел Павлович (1859—1905), сын Павла Андреевича Шувалова и его первой супруги Ольги Эсперовны, урождённой княжны Белосельской-Белозерской. Венчание состоялось в воскресенье 8 апреля 1890 года в домовой церкви Воронцовых в их доме на Английской набережной в присутствии императора с супругой и императорской семьи. А. Половцов писал: «Она не красива, но мила во всех отношениях, он, по слухам, чёрств и себе на уме. Торжество происходит с особенною пышностью вследствие присутствия их величеств и всей царствующей фамилии. Толпа приглашенных шатается по гостиным, громко болтая во время свадебной церемонии…» Брак Шуваловых был удачным, но, сообщая о назначении графа в Москву адъютантом к великому князю Сергею Александровичу, Половцов связывал это с желанием молодожёна «быть подальше от своей тёщи». В 1905 году во время приёма посетителей Павел Павлович, исполнявший должность московского градоначальника, был застрелен Петром Куликовским. Эта трагедия стала настоящим ударом для Сандры, ожидавшей восьмого ребёнка, она писала отцу: «Нет того, с которым жизнь моя была светла и ясна. Ты скажешь, что он невидимо со мной и молится за меня и детей; я не только знаю это, но и постоянно чувствую. Но ведь милый, любимый — я никогда его не увижу в этой жизни… » На панихиде присутствовала великая княгиня Елизавета Фёдоровна, незадолго до этого также потерявшая супруга, погибшего от бомбы террориста Каляева. После гибели мужа Александра Илларионовна уехала в имение Шуваловых Вартемяги, где в родовой усыпальнице при Софийской церкви был похоронен Павел Павлович.
Подобно родителям графиня Шувалова активно занималась благотворительностью. В 1894 году, когда её муж был градоначальником в Одессе, Александра Илларионовна возглавила Комитет Красного Креста во время вспыхнувшей там эпидемии чумы. Принимала участие в Первой мировой войне, была во главе передового отряда Красного Креста. За свою деятельность была награждена Георгиевской медалью всех четырёх степеней, которой удостаивались медицинские работники. Императрица Александра Фёдоровна писала мужу: «У неё четыре георгиевские медали, и так странно видеть их на нарядном платье.»
Александра Илларионовна интересовалась историей своего рода. В 1897 году П. И. Бартеневым была опубликована «Роспись сорока книгам архива князя Воронцова», выпуск которого начался ещё в 1870 году. Дополнения и правки в азбучный указатель, а также составленную роспись Воронцовых были сделаны графиней Шуваловой.
1910-е годы стали временем потерь для Александры Илларионовны. Её сын, Николай, в июле 1914 года ушедший на фронт добровольцем, через три недели погиб в бою у Каушена. 15 января 1916 года в Алупке скончался любимый отец. Александра Илларионовна осталась с матерью, чтобы поддержать её. Императрица писала Николаю II: «Сандра — у матери, Ира и Мая здесь в городе.» 2 марта 1917 года в Петрограде был смертельно ранен шальной пулей у Варшавского вокзала муж дочери Александры, князь Дмитрий Вяземский, который намеревался уговорить мятежных солдат лейб-гвардии Павловского полка вернуться в казармы.
После революции Шувалова перебралась в Крым, где находились владения Воронцовых и куда собирались все члены этой многочисленной семьи. После того, как Крым был занят большевиками, Александра Илларионовна эмигрировала в апреле 1919 года: сначала жила в Греции, потом перебралась в Германию, с 1924 года — в Париже. В октябре 1919 года погиб оставшийся в России старший сын графини, Павел. Находившийся в армии Н. Н. Юденича, он был смертельно ранен в живот в бою под Царским Селом.
В эмиграции Шувалова продолжила заниматься благотворительной деятельностью. После восстановления в 1920 году Российского общества Красного Креста она была избрана членом Главного управления, а в 1931 году возглавила созданный Комитет помощи туберкулезным больным. Для сбора средств в пользу Красного Креста занималась организацией вечеров и киносеансов. В 1945 году была назначена товарищем председателя Главного управления РОКК, в 1948 его председателем. По инициативе Шуваловой был открыт Русский дом для престарелых русских эмигрантов под Парижем. Состояла и участвовала в работе других общественных и благотворительных организаций, в том числе:
- почётный председатель Комитета помощи русским больным.
- член Сестричества при Соборе Александра Невского.
- член Почетного комитета Русского студенческого христианского движения (с 1932 года).
- член Союза ревнителей памяти императора Николая II.
- член правления Российского музыкального общества за границей (с 1934), с 1935 товарищ председателя правления Очага русской музыки.
- член Общества помощи русским беженцам (в 1930-е).
- товарищ председателя правления Центра помощи русским больным (с 1945).
- член Дамского общества в память императрицы Марии Федоровны) (с 1946).

Скончалась 11 июля 1959 года и была похоронена на кладбище Сент-Женевьев-де-Буа. 
Воспоминания опубликованы в журнале "Наше Наследие" в номерах 124 и 125 за 2018 год. 

## Дети
В браке родились:
- Павел (1891—1919), с 1918 года женат на грузинской княжне Ефросинье Джапаридзе.
- Елизавета (1892—1975), фрейлина, после войны жила в США, не замужем.
- Александра (1893—1973), с 1912 года жена князя Дмитрия Леонидовича Вяземского (1884—1917). Во втором — с 1920 года за графом Александром Николаевичем Ферзеном (1895—1934).
- Мария (1894—1973), в первом браке (1917-21) замужем за князем Дмитрием Александровичем Оболенским (1882—1964), во втором (Канны, 1922) — за графом Андреем Дмитриевичем Толстым (1892—1963).
- Николай (1896—1914), воспитанник Александровского лицея. Вольноопределяющийся Кавалергардского полка, убит в бою под Каушеном 6 августа 1914 г. Посмертно награждён Георгиевским крестом 4-й ст.
- Ольга (р. 1902), с 1934 года жена Владимира Ивановича Родионова (1905—1997), впоследствии православного архиепископа.
- Иван (1903—1980), женат первым браком с 1936 года на Марии Артемьевне Болдыревой, после развода с ней в 1955 году заключил брак с княжной Мариной Петровной Мещерской (род. 1912).
- Пётр (1905—1978), женат первым браком на Елене Борисовне Татищевой, после развода с ней в 1950 году заключил брак с Дасией (Дарьей Фёдоровной) Робертсон (1921—1977), дочерью Фёдора Шаляпина. Супруги жили в Лос-Анджелесе.